# Romolo ed Ersilia (Metastasio)
Romolo ed Ersilia ist ein Opern-Libretto in drei Akten von Pietro Metastasio. Erstmals aufgeführt wurde es in der Vertonung von Johann Adolph Hasse (→ Romolo ed Ersilia (Hasse)) am 6. August 1765 zur Hochzeit Erzherzog Leopolds mit der Infantin Maria Ludovica von Bourbon in Innsbruck. Die einzige andere Vertonung stammt von Josef Mysliveček.
Eine deutsche Übersetzung des Librettos von Johann Anton Koch erschien 1775 unter dem Namen Romulus und Hersilia im siebten Band seiner unvollendet gebliebenen Gesamtausgabe Des Herrn Abt Peter Metastasio Kayserl. Königl. Hofpoetens Dramatische Gedichte.

## Handlung
Als Hintergrund der Opernhandlung wählte Metastasio den römischen Mythos vom Raub der Sabinerinnen. Weil in der neuen Siedlung in Rom Frauenmangel herrschte, entführten die römischen Krieger die Frauen des benachbarten Volks der Sabiner, die sich anschließend größtenteils freiwillig zur Heirat bewegen ließen. König Romolo (Romulus) selbst verliebt sich in die Sabinerin Ersilia (Hersilia). Diese weist ihn trotz ihrer Gegenliebe ab, weil ihr Vater Curzio (Mettius Curtius), der Fürst von Antemnae, mit der Ehe nicht einverstanden ist. Einen weiteren Konflikt gibt es mit Acronte, dem Fürsten des feindlich gesinnten Volks von Caenina.

„Der so ausserordentlich – als allenthalben glückliche Heldenmut der kriegerischen Jugend, so sich versammlete, um das aufkeimende Rom empor zu schwingen, hatte in kurzem die Eifersucht der benachbarten nicht weniger tapferen Völker, so sich insgemein Sabiner nannten, rege gemacht. Es stunde aber nicht lange an, als die Römer beobachteten, daß der glorreich- und herrliche Anfang ihres Reichs nach dem Verlauf eines gemeinen Menschenalters ganz gewiß in Verfall gerathen würde, wenn es ihnen binnen dieser Zeit nicht gelänge, dem Mangel der eigenen Weiber mit Herbeyschaffung Fremder zu steuren, den Groll der benachbarten Völker mit der Vermischung ihres Bluts zu dämpfen, und solchergestalten ihre grosse Hofnungen durch eine zahlreiche Nachkommenschaft auf festere Grundsäulen zu bauen. Sie warben zu dem Ende eifrig bey denen Sabinern um ihre Töchter, wurden aber von jenen abermahl trotzig abgewiesen; bis sie endlich über die Hartnäckigkeit ihrer Nachbahren aufgebracht, von der Forcht gänzlich zu Grunde zu gehen, angeeifert, und von dem Beyspiel der Griechen aufgemuntert, das mit Gewalt zu erzwingen beschlossen, was man ihren wiederholten Anwerbungen abgeschlagen, und bey denen jährlich gewöhnlichen Spielen, die man dem Neptunus zu Ehren feyerlich in Rom begienge, unternahmen sie auch würklich den seit so vielen Jahrhunderten her so sehr berüchtigten Raub der Sabinischen Jungfrauen.
Romulus, der sich vergebens bemühet haben würde dem gewaltigen Trieb eines noch nicht ganz gesitteten, aufgebrachten, und kriegerischen Volks engere Schranken zu setzen, wuste doch auch bey Zulassung dieser Gewaltthätigkeit seine Königliche Tugenden gelten zu machen. Er übergabe die geraubte Jungfrauen der Aufsicht ehrbahrer Frauen, und sorgte so lange für selbe, bis sie von denen großmüthigen Benehmungen, liebreichen Vorstellungen Erforchtsvollen Umgang, und denen erhabenen Verdiensten der ihnen zu Bräutigams angebottenen Jünglingen, von selbsten in die zugemuthete Verbindungen einwilligten, welche auch sodann auf Befehl des erwähnten Romulus nach der Vorschrift ihrer heiligen Gesätze, mit so vieler Pracht, als nur die damahls noch herrschende Unvermögenheit der Römer geschehen lassen konnte, feyerlich vollzogen wurden.
Unter diesen geraubten Jungfrauen befande sich eine gewisse Hersilia, eine Tochter des Curtius, Fürstens der Antemnater, welche wegen ihrer erhabenen Geburt, grossen Tugenden, und besonderer Schönheit, alle übrige weit übertraffe, folglich auch dem, die Machte ihres Reitzes bereits empfindenden Romulus von allen insgemein zur Braut bestimmet war; diese aber hartnäckig auf der bey denen Sabinerinnen gewöhnlichen Unempfindlichkeit beharrend, thate ihrer Neigung zu den jungen Helden selbst Gewalt an, wuste dem verführerischen Beyspiel ihrer überwundenen Gespielinnen standhaft zu widerstehen, und da sie mit einem seltsam – und erspieglenden Gehorsam ihre Leidenschaft, dem vätterlichen Willen aufopferte, weigerte sie sich beständig ohne ausdrücklichem Befehl ihres Vatters in die Verbindung mit dem doch geliebten Romulus einzuwilligen.
Die unbeugsame Abneigung des Curtius, der strenge Gehorsam Hersiliens, die Macht, und mannigfaltige Unterbauungen des Ceninaterfürstens Acrons, eines geschwornen Feindes, und verzweifelten Nebenbuhlers des eröfterten Romulus, alles dieses scheinet diesem letztern unübersteigliche Hindernüsse in den Weeg zu legen; Endlich aber triumphiret Roms so groß- als glücklicher Stifter über alle, und gelanget unversehens zu der gewünschten Verbindung mit seiner geliebten Hersilia, welches eigentlich der Hauptstof gegenwärtigen Siegspiels ist.“

Die folgende Inhaltsangabe basiert auf dem deutschen Libretto der 1765 in Innsbruck aufgeführten Vertonung von Johann Adolph Hasse.

### Erster Akt
Großer Platz in Rom, der mit unterschiedlichen öffentlichen und bürgerlichen, teilweise noch nicht fertiggestellten und teils von Bäumen verdeckten Gebäuden umgeben ist
In der Mitte steht das unvollendete Kapitol, auf dessen Gipfel sich ein brennender Opfertisch unter der Jupiter-Eiche befindet. Auf beiden Seiten führt eine breite Treppe zur Ebene hinab. Der Opfertisch, die Eiche, der Berg, die Bäume und alle Gebäude sind zur Hochzeitsfeier der römischen Jünglinge mit den sabinischen Jungfrauen mit Blumenkränzen geschmückt.
Die Oper beginnt mit einem feierlichen Chor aus Kriegern, Ratsmitgliedern und römischem Volk. Während die Hochzeitspaare die Treppen hinabsteigen und tanzen, erscheinen Romolo und Ersilia von der einen sowie Ostilio und Valeria von der anderen Seite und folgen langsam dem Hochzeitszug. Nur die Priester bleiben auf dem Gipfel zurück. Romolo hält eine Rede an das Volk, in der er seine Hoffnungen auf die große Zukunft Roms ausdrückt.
Da die anderen Sabinerinnen ihren Verehrern nachgegeben haben, bittet Romolo die von ihm geliebte Ersilia, ihn ebenfalls zu erhören. Sie will jedoch nicht gegen den ausdrücklichen Willen ihres Vaters Curzio, des Fürsten von Antemnae, handeln, der seine Werbung bereits zurückgewiesen habe. Ihrer Freundin Valeria jedoch bekennt sie anschließend ihre Liebe zu Romolo. Valeria selbst ist unglücklich in Acronte, den Fürsten des feindlichen Caenina, verliebt, der wiederum ein Auge auf Ersilia geworfen hat.
Acronte versucht Curzio als Verbündeten gegen Rom zu gewinnen. Der jedoch denkt nur an seine Tochter Ersilia, die er aus der Hand der Römer befreien möchte. Als Acronte ihm erzählt, dass er sie bei der Massenhochzeit gesehen habe, glaubt Curzio, dass sie zu den Römern übergelaufen sei. Er schwört ihr Rache.
Ersilias Wohnzimmer in der Burg auf dem Palatin
Ostilio redet Ersilia zu, seinen Freund Romolo endlich zu erhören. Da sie weiterhin standhaft bleibt, bittet er sie, ihn wenigstens dazu zu bringen, sich eine andere Braut zu wählen. Er glaubt, dass Valeria gut geeignet wäre. Zwar liebt er sie selbst, aber wichtiger als Gegenliebe ist ihm ihr Wohlergehen.
Während Ersilia über ihren Gewissenskonflikt nachdenkt, kommt ihr Vater Curzio, um sie als vermeintliche römische Braut zu verstoßen. Da sie ihm aber versichert, dass sie sich seinem Wunsch niemals widersetzen werde und lediglich als Zuschauerin beim Fest war, gibt er seinen Zorn auf. Romolo kommt, und Curzio entfernt sich, um ihm nicht zu begegnen. Romolo versichert Ersilia nun, dass er sie nicht gegen ihren Willen bedrängen werde. Er wünsche aber wenigstens ihre Freundschaft. Statt zu antworten, bricht sie in Tränen aus.

### Zweiter Akt
Laube im Inneren der Burg. In der Ferne sind das Carmental-Tor und das Kapitol zu sehen
Ersilia beschließt, aus Rom zu fliehen, um ihrer verbotenen Liebe zu Romolo zu entkommen. Ihr Vater Curzio kommt und warnt sie vor Acronte. Er ist einverstanden mit der Flucht und lobt sie für ihre Tugendhaftigkeit, bittet sie aber noch um etwas Geduld. Nachdem er gegangen ist, kommen Ostilio und Valeria. Emilia kündigt an, dass sie auf Ostilios Rat hin mit Romolo sprechen will, um Valeria zur Königin zu machen. Valeria wundert sich. Sie habe immer geglaubt, dass Ersilia Romolo und Ostilio sie liebe. Ostilio versichert ihr, dass seine Liebe zu ihr unverändert sei. Er wolle aber seine Leidenschaft mit ins Grab nehmen. Valeria erkennt Ostilios Wert an und bedauert, dass ihr Herz schon vergeben ist.
Überdachte Galerien und grüne Laubengänge, auf einer Seite der Palatin
Während Romolo über Ersilia nachsinnt, wird seine Wache von Acronte angegriffen. Als diesem seine Waffe entfällt, greift Romolo ein und befiehlt seinen Leuten, ihn zu schonen. Auf Romolos Fragen nach dem Grund des Überfalls antwortet er allgemein feindselig. Obwohl Romolo ihm seine Waffe wiedergibt und ihn freilässt, schwört Acronte Rache.
Ersilia kommt zu Romolo, um ihm Valeria als Braut vorzuschlagen. Er fühlt sich von ihr verspottet. Daraufhin verplappert sie sich, und er erkennt ihre Liebe zu ihm. Dennoch bleibt Ersilia weiterhin standhaft bei ihrer Weigerung.
Acronte unternimmt mit seinen Leuten einen Angriff auf Rom. Während Romolo die Verteidigung übernimmt, soll sich Ostilio um die Sicherheit der Stadt und Ersilias kümmern.

### Dritter Akt
Enger verwilderter Platz in den palatinischen Gärten zwischen hohen steilen Klippen
Ein Wasserfall strömt hindurch. Das Licht fällt nur von oben durch dichtes Gestrüpp ein.
Curzio ist nun bereit, mit Ersilia aus Rom zu fliehen. Sie hat jedoch Bedenken wegen des Kampfes zwischen den Römern und den Caeninenses. Curzio meint jedoch, gerade deshalb sei es auf der anderen Seite, am Tarpeius, sicher. Dort könne man gefahrlos den Tiber überqueren. Curzio überlässt ihr einige seiner Männer zur Unterstützung. Er selbst will noch seine übrigen Leute holen und dann nachfolgen.
Valeria bringt Ersilia die Nachricht vom Sieg Romolos. Die Caeninenses seien vernichtet, aber Acronte habe sich zu Romolo durchgeschlagen und ihn zum Zweikampf herausgefordert. Kurz darauf kommt Ostilio und berichtet, dass Romolo den Zweikampf gewonnen und Acronte entwaffnet habe. Als er Acronte edelmütig aufhelfen wollte, habe dieser ihn jedoch erneut angegriffen, und Romolo habe ihn niedergestreckt. Valeria ist entsetzt. Ersilia bittet Ostilio, sich um sie zu kümmern, während sie sich zu ihrem Vater begibt. Ostilio versucht, Valeria zu trösten, und sie entschließt sich, den bösartigen Acronte endlich aus ihrem Herzen zu verbannen.
Großer Platz am Fuße des Palatin, der bei einbrechender Dämmerung anlässlich der Hochzeitsfeiern festlich beleuchtet ist
Vom Hügel führt eine prachtvolle Treppe zu der auf dem Gipfel gelegenen Burg Romolos.
Das Volk ist zur Siegesfeier zusammengekommen. Unter dem Klang von Jubelchören zieht der mit einem Lorbeerkranz gekrönte Romolo ein. Ihm voraus gehen die Gerichtsdiener mit den gefangenen Sabinern und der Kriegsbeute. Den Schluss des Zuges bildet das Kriegsheer. Der Chor preist Romolo als Helden. Dieser antwortet mit einem Lobpreis auf Rom. Da berichtet Valeria, dass am Carmental-Tor Kämpfe ausgebrochen seien. Bevor aber Romolo erneut zu den Waffen aufrufen muss, bringt Ostilio bereits die Nachricht, dass die Ruhe schon wiederhergestellt wurde. Jemand habe versucht, Ersilia zu entführen, sei aber von ihm bemerkt und aufgehalten worden. Der Täter wurde gefangen genommen. Ersilia kommt und bittet um Gnade für ihren festgenommenen Vater. Curzio selbst wird von Wachen herbeigeführt, und Romolo bittet ihn, endlich mit den Feindseligkeiten aufzuhören. Falls er ihm die Hand Ersilias zusage, könne er selber die Bedingungen des neuen Bundes bestimmen. Obwohl Curzio schweigt, übergibt Romolo ihm seine Tochter und lässt ihn frei. Erst jetzt erkennt Curzio den Edelmut Romolos und gibt nach. Ersilia und Romolo können heiraten. Zum Abschluss der Oper bittet der Chor die Götter um segensreiche Tage für das Paar.

## Geschichte
Die Geschichte vom Raub der Sabinerinnen wird in verschiedenen klassischen Quellen berichtet. Dazu gehören das 56. Buch der Römischen Geschichte des Cassius Dio, das zweite Buch der Geschichte Roms des Dionysios von Halikarnassos, das erste Buch der Epitoma von Florus, das erste Buch von Ab urbe condita von Titus Livius und das Kapitel Theseus – Romolus in den Vitae parallelae von Plutarch. Demnach war Hersilia entweder eine versehentlich festgenommene verheiratete Sabinerin oder eine Sabinische Mutter, die freiwillig bei ihrer festgenommenen Tochter bleiben wollte. Die erschwerte Beziehung zwischen Romulus und Hersilia war vor Metastasio bereits von Antoine Houdar de La Motte in seiner Tragödie Romulus von 1722 thematisiert worden.
Die Uraufführung von Johann Adolph Hasses Oper am 6. August 1765 anlässlich der Hochzeit des Erzherzogs Leopold mit der Infantin Maria Ludovica von Bourbon in Innsbruck war mit großem Aufwand inszeniert worden. Die Bühnenbilder stammten von Bernardino and Fabrizio Galliari. Die Ersilia wurde von Anna Lucia De Amicis gesungen, und Gaetano Guadagni sang den Romolo. Anna de Amicis sang auch in der Uraufführung der einzigen anderen Vertonung des Librettos von Josef Mysliveček am 13. August 1773 in Neapel anlässlich des Geburtstags von Maria Karolina von Österreich. In dieser Aufführung wurde der Romolo von Gasparo Pacchierotti dargestellt.

## Vertonungen
Folgende Komponisten legten dieses Libretto einer Oper zugrunde:
| Komponist                                       | Uraufführung                      | Aufführungsort | Anmerkungen          |  |
| ----------------------------------------------- | --------------------------------- | -------------- | -------------------- |  |
| Johann Adolph Hasse → Romolo ed Ersilia (Hasse) | 6. August 1765                    | Innsbruck      | auch 1775 in Hamburg |  |
| Josef Mysliveček                                | 13. August 1773, Teatro San Carlo | Neapel         |                      |  |

Auch die Handlung des 1780 im Teatro San Carlo in Neapel aufgeführten Balletts Il ratto delle Sabine des Choreographen Charles Le Picq mit Musik von Vicente Martín y Soler basiert auf Themen von Metastasios Libretto.

## Digitalisate
1. ↑  Johann Anton Koch: Des Herrn Abt Peter Metastasio Kayserl. Königl. Hofpoetens Dramatische Gedichte, aus dem Italiänischen übersetzt. Siebter Band. Krauß, Frankfurt und Leipzig 1775 als Digitalisat beim Münchener Digitalisierungszentrum.
2. 1 2  Libretto (deutsch) der Oper von Johann Adolph Hasse, Innsbruck 1765 als Digitalisat bei Google Books.
3. ↑  Libretto (italienisch/deutsch) der Oper von Johann Adolph Hasse, Leipzig 1768 als Digitalisat bei der Staatsbibliothek zu Berlin.
4. ↑  Libretto (italienisch/deutsch) der Oper von Johann Adolph Hasse, Hamburg 1775 als Digitalisat bei der Staatsbibliothek zu Berlin.
5. ↑  Libretto (italienisch) der Oper von Josef Mysliveček, Neapel 1773 als Digitalisat beim Münchener Digitalisierungszentrum.